# Перший м'яч (фільм)
«Перший м'яч» — радянський короткометражний фільм 1962 року режисера Миколи Розанцева. За однойменним оповіданням Анатолія Зільберборта.

## Сюжет
Напередодні матчу за кубок країни в команді футболістів занепадницькі настрої — тренер хворий, кілька днів йде дощ, тренуватися нікому не хочеться… Несподівана поява в роздягальні спортсменів хлопчака, що просить взяти його воротарем, як би струшує з футболістів сумне заціпеніння, і вони виходять на поле, прихопивши з собою наполегливого хлопця…

## У ролях
- Сергій Гурзо — футболіст
- Олександр Суснін —  Льонька
- Павло Кашлаков — Міка
- Георгій Сатіні —  воротар Олексій
- Геннадій Нілов —  Володя
- Лев Жуков —  Тимоха

## Знімальна група
- Режисер: Микола Розанцев
- Сценарист: Микола Розанцев
- Оператор: Євген Кирпічов
- Художник: Олексій Рудяков
- Композитор: Микола Червінський
- Звукооператор: Євген Нестеров